# Juventutem

Juventutem

La Fœderatio Internationalis Juventutem (abbreviato in Juventutem, acronimo, FIJ) è un'associazione internazionale cattolica formata da giovani legati alla forma extraordinaria del rito romano, fondata ufficialmente il 24 maggio 2006 a Berna, in Svizzera, ma presente già dal 2004.

## Caratteristiche

### Il nome
Il termine Juventutem è la forma accusativa della parola latina che significa “giovinezza”: è un riferimento alla preghiera ai piedi dell'altare del Messale Romano, ed indica, da un lato, uno stretto legame tra l'associazione e la forma extraordinaria del rito romano, dall'altro il fatto che l'associazione sia composta prevalentemente da giovani.

### Il simbolo
Il simbolo di Juventutem è un ostensorio con un'ostia, circondato dalla scritta "Fœderatio Internationalis Juventutem " vergata in blu. L'ostensorio indica la fede dei membri dell'associazione nell'Eucaristia e il colore blu della scritta, il carattere mariano di Juventutem, in quanto il blu è considerato un colore legato alla Vergine Maria.

### Lo scopo
(Statuto di Juventutem § 7.)

## Attività
Gli aderenti alla Fœderatio Internationalis Juventutem svolgono attività di tipo strettamente religioso ed altre di carattere più sociale. Tra le prime, rientrano la partecipazione alla Santa Messa, possibilmente, nella forma extraordinaria del rito romano, la preghiera, lo studio del Catechismo e della sacra Scrittura, la partecipazione a pellegrinaggi, tra le seconde, ci sono attività di volontariato e partecipazione a iniziative o conferenze di argomento religioso o sociale.
In particolare, Juventutem è presente alle Giornate Mondiali della Gioventù (GMG): in quella di Colonia del 2005 fece la sua prima apparizione per partecipare, poi, a quella del 2008 a Sydney.

## Forma giuridica
Giuridicamente la FIJ è un'associazione di laici creata in base al Codice di Diritto Canonico che agli articoli 215, 216, 298 e ss. ne regola lo Statuto e le norme. Il 17 gennaio 2008, il cardinale Darío Castrillón Hoyos, Presidente della Pontificia commissione "Ecclesia Dei", ha inviato una lettera ai membri di Juventutem come incoraggiamento e supporto per l'iniziativa.
Pur essendo un'associazione di laici, è previsto che ogni "cenacolo" di Juventutem faccia riferimento ad un sacerdote che assume la qualità di "cappellano" e che cura l'aspetto spirituale. Il sacerdote deve essere, preferibilmente, scelto tra coloro che usano celebrare la messa secondo la forma extraordinaria del rito romano. I presbiteri appartenenti alla Fraternità Sacerdotale San Pietro sono tra i più presenti nel ricopripre il ruolo di cappellano.

## Diffusione
La Fœderatio Internationalis Juventutem ha sedi in diversi paesi del mondo. Attualmente, gruppi di aderenti, definiti ufficialmente cenacoli, sono presenti in Australia, Bosnia ed Erzegovina, Cile, Colombia, Francia, Irlanda, Italia, Hong Kong, Kenya, Lituania, Paesi Bassi, Regno Unito, Repubblica Ceca, Russia, Spagna, Svizzera, Stati Uniti d'America e Ungheria.